# Padborg
Padborg (tysk: Pattburg) er en dansk grænseby i Sønderjylland med 4.258 indbyggere  (2024), beliggende 6 km nord for Flensborg-bydelen Harreslev i Tyskland, 5 km sydvest for Kruså og 26 km syd for Aabenraa. Byen hører til Aabenraa Kommune og ligger i Region Syddanmark.
Padborg hører til Bov Sogn. Bov Kirke ligger i Padborgs nordlige bydel Bov.

## Faciliteter
Lyreskovskolen har 622 elever, fordelt på 0.-9. klassetrin i 2-3 spor. Kommunen har revet den gamle Frøslev-Padborg Skole ned. Byens tyske skole har 60-65 elever i 0.-7. klasse.
Bov Svømmehal består af et 25 meter bassin med udspring fra 1 og 3 meter vippe samt et øvebassin på 12,5 x 6 meter.

## Historie

### Kroerne
Bov og Frøslev er oprindelige landsbyer, som er vokset sammen med Padborg. De har begge bevaret deres gamle kro. Bov Kro blev kongelig privilegeret landevejskro i 1566, men brændte ned i 1847. Den genopstod i 1849, da man flyttede ind i sognefogedens gamle embedsbolig, der stammer fra 1779. Frøslev Kro er fra 1749. Digteren Karsten Thomsen drev kroen sidst i 1800-tallet.

### Jernbanen
Padborg var en jernbanestation på banen mellem Flensborg og Vojens, som blev åbnet 1. oktober 1864. Stationen lå ved siden af middelalderens vigtigste vejforbindelse Hærvejen, men Padborg var bare en mølle og en klat huse mellem Frøslev 1 km mod vest og Bov 2½ km mod nord.
I 1901 blev Padborg Station knudepunkt, da længdebanen her fik sidebane til Sønderborg. Sønderborgbanen var en "gaffelbane", der delte sig i Tørsbøl, hvorfra en sidebane gik til Tinglev, men i den tyske tid var Tørsbøl-Padborg hovedstrækningen.
Efter Genforeningen i 1920 var Padborg pludselig grænsestation, og en stor grænsebanegård blev indviet i 1928. Byen voksede, og en stor del af byens indbyggere var DSB-ansatte. Genforeningen betød dog også, at Tørsbøl-Tinglev blev Sønderborgbanens hovedstrækning. Tørsbøl-Padborg-banen mistede sin betydning og blev nedlagt i 1932. 2 km af banens tracé er bevaret mod nordøst fra Padborgvej forbi Smedeby Station, som også er bevaret, til Tøndervej.

### Besættelsen
Jernbaneviadukten syd for Padborg station havde stor strategisk betydning umiddelbart før den tyske besættelse den 9. april 1940. Jernbanen var den direkte forbindelse til hele den jyske halvø og videre til Norge. De tyske besættelsestropper frygtede, at broen ville blive sprængt umiddelbart før besættelsen og placerede derfor civilklædte SS-soldater som vagter ved broen natten mellem den 8. og 9. april 1940. Tre intetanende grænsegendarmer (toldere) mødtes tilfældigt ved broen denne nat. De tyske soldater misforstod situationen og troede, at de var i gang med at lægge en sprængladning under broen, hvorefter de skød de tre gendarmer ned. En mindesten med indskriften ”Skudt af civilklædte personer” blev rejst på stedet.

### Transportcenter
Efter Danmarks indtræden i EF i 1973 oplevede byen en voldsom vækst og er i dag præget af en lang række servicevirksomheder som handel, spedition, lager samt toldbehandling m.v., som knytter sig til den omfattende grænseoverførsel af varer. Byen er Danmarks største transportcenter med ca. 3.000 arbejdspladser inden for transport og spedition. Ca. 75% af Danmarks samlede im- og eksport passerer grænseovergangene ved Padborg, især på motorvejen ved Frøslev.

## Seværdigheder
I en tunneldal øst for Padborg i fortsættelse af Flensborg Fjord er et område på 276 hektar på den danske og 500 hektar på den tyske side af grænsen fredet. I dalens bund ligger moser og småsøer, mens dalsiderne gennemskæres af erosionskløfter med kildevæld. Ved bygningen Toldgården starter Gendarmstien, der ender ved Høruphav på Als.
Museet Oldemorstoft (Told- og Grænsemuseet) hører under Aabenraa Kommune og har udstillinger om sønderjysk landbrug og grænsebevogtningen.

## Galleri
- Hovedgaden i Padborg
- Mindesmærke over de dræbte gendarmer
- Bov Kirke
- Toldgården fra 1922
- Den fugtige underskov i Tunneldalen